# Choucentrus vietnamensis
Choucentrus vietnamensis är en insektsart som beskrevs av Yuan 1985. Choucentrus vietnamensis ingår i släktet Choucentrus och familjen hornstritar. Inga underarter finns listade i Catalogue of Life.